# 不信者たち (クルアーン)
不信者たち（アル・カーフィルーン、アラビア語: سورة الكافرون）とは、クルアーンにおける第109番目の章（スーラ）。6つの節（アーヤ）から成る。井筒俊彦訳では「無信仰者」章となっており、井筒の弟子に当たる牧野信也も「無信仰者」章としている。章題の「カーフィルーン」は無信仰者を示すアラビア語であるカーフィルの複数形であり、イスラームでは「神の恩恵に感謝しない者」という意味で使われる。多神教を信仰する人々がムハンマドに対して多神教への信仰を求めた際に下された啓示であるとされ、多神教との絶縁を宣言した章であるこの章はわずか6節の短い章であるもののクルアーン全体の1/4にも1/3にも相当するとされている。

## 内容
異教徒への姿勢を示した章であり、イスラームの独自性を宣言した独立宣言であるとされる。第2節の「おまえらの崇めるもの」とは偶像崇拝を示している。第6節に「お前にはお前の宗教、わしにはわしの宗教」と記されているように、他者の信仰を蔑視することの禁止を含意している。これは、イスラームがアッラーフより戦争を命じられるよりも以前に下された啓示であると考えられている。

## 啓示時期
イスラーム学者であるテオドール・ネルデケはメッカ初期の啓示であるとしているが、井筒俊彦はその内容や文体からメディナ期の啓示でありメッカ初期の啓示であるように形を整えたものであるとしている。スーラの教義面に着目して啓示時期を類推したヒューバート・グリメはメッカ後期の啓示に含めている。クルーアン注解書であるタフスィール・アル＝ジャラーラインでは、マッカ啓示あるいはマディーナ啓示であるとして啓示時期を特定していない。